# La moglie di sua eccellenza (film 1913)
La moglie di sua eccellenza è un film del 1913 diretto da Augusto Genina.

## Trama
Rosina, lavoratrice di una fabbrica di tabacchi, uccide il suo caporeparto perché aveva cercato di violentarla.
Riesce ad evitare la prigione grazie all'aiuto di un uomo di nome Harris, che però la costringe a stare con lui ed a far parte dei suoi loschi affari.
Harris la presenta al suo boss di nome Castaldi, ma Rosita s'innamora di lui ed Harris, rimasto con un palmo di naso, minaccia i due di rivelare tutto al marito di lei.
L'intervento di Castaldi assicurerà per sempre la quiete, non prima della triste confessione di Rosita.